# Élections fédérales canadiennes de 2025
Les élections fédérales canadiennes de 2025 ont lieu le 28 avril 2025, afin d'élire les 343 députés de la 45e législature de la Chambre des communes du Canada.
Le Parti libéral du Canada du premier ministre sortant Mark Carney est vainqueur avec 169 sièges, soit 25 de plus que les conservateurs de Pierre Poilievre, malgré des sondages qui prédisent jusqu'à début 2025 la victoire de ces derniers avec plus de 20 points d'écart, les attaques verbales répétées du président américain Donald Trump à l'encontre du Canada ayant « totalement changé la donne dans les intentions de vote ».
La campagne électorale oscille principalement autour d'enjeux économiques, soit le coût de la vie, les droits de douane américains et les visées expansionnistes du président des États-Unis, Donald Trump, la pénurie de logements, l'imposition de la taxe carbone.
Il s'agit de la quatrième fois consécutive que le Parti libéral remporte ces élections après celles de 2015, de 2019 et de 2021, et la troisième fois qu'il forme un gouvernement minoritaire. Le parti remporte également le vote populaire avec près de 44 % des voix exprimées, contre 41 % pour son plus proche rival, le Parti conservateur, les deux cumulent 85 % des voix exprimées, ce qui n'est pas arrivé depuis les élections fédérales de 1958. Ces élections constituent le meilleur résultat en termes de vote populaire pour le Parti libéral depuis les élections de 1980 et pour le Parti conservateur depuis celles de 1988.
Les derniers mois de la campagne électorale ont vu une double chute dans les sondages, du Nouveau Parti démocratique (NPD) et du Parti conservateur, qui se concrétisent selon les premières estimations au soir du vote, et ont toutes les deux bénéficié au Parti libéral. Le Bloc québécois subit quant à lui une baisse marquée du nombre de sièges obtenus avec un total de 22 sièges, soit 10 de moins qu'aux élections de 2021. Le NPD quant à lui, réalise aussi bien en termes de sièges qu’en termes de vote populaire le pire résultat de son histoire et perd son statut de parti officiel à la Chambre des communes, une première depuis le scrutin de 1993. 
Selon les résultats obtenus en date du 30 avril 2025, le taux de participation s'élève à 68,72 %, un résultat inégalé depuis les élections de 1993.
Parmi les cinq partis qui ont obtenu des sièges, seuls les chefs du Parti libéral (Mark Carney), du Bloc québécois (Yves-François Blanchet) et la co-cheffe du Parti vert (Elizabeth May) sont élus dans leur circonscription respective. Les chefs du Parti conservateur (Pierre Poilievre), du Nouveau Parti démocratique (Jagmeet Singh) et le co-chef du Parti vert (Jonathan Pedneault) sont défaits.

## Contexte

### Élections fédérales de 2021
Les élections fédérales de 2021 sont organisées de manière anticipée deux ans avant la date prévue à la suite de la dissolution déclenchée à la demande du premier ministre Justin Trudeau, à la tête d'un gouvernement minoritaire depuis les précédentes élections en 2019. La décision de Trudeau de déclencher des élections en pleine pandémie de Covid-19 est critiquée par le reste de la classe politique.
Les résultats sont sensiblement les mêmes que ceux de 2019, seule une poignée de sièges changeant de parti. Comme en 2019, le Parti conservateur (PC) arrive en tête en termes de suffrages au niveau national, mais est nettement dépassé par le Parti libéral en termes de sièges, du fait de la concentration de ses électeurs dans des circonscriptions déjà acquises. Le scrutin est ainsi rapidement qualifié d'« élections de perdants », tous les partis en lice se voyant finalement frustrés dans leurs objectifs électoraux. Le 22 mars 2022, le Parti libéral et le Nouveau Parti démocratique (NPD), arrivé en troisième position, concluent un accord, le second fournissant un soutien sans participation au premier en échange d'une priorisation des projets favorisés par le NPD, permettant ainsi au Premier ministre de s'assurer de rester en poste jusqu'aux prochaines élections en 2025,,.
Confrontée aux pires résultats de son parti depuis les élections de novembre 2000 avec seulement 2,3 % des suffrages et deux sièges, la cheffe du Parti vert, Annamie Paul présente quant à elle sa démission dès le 27 septembre,. L'élection à la direction du parti est remportée par l'ancienne cheffe Elizabeth May, qui se présente sur un « ticket commun » avec Jonathan Pedneault, proposant un modèle de co-chefferie. Dans l'attente d'une modification de la Constitution du parti pour permettre cette co-chefferie, Pedneault est officiellement nommé chef adjoint du Parti vert. En février 2025, le nouveau modèle de co-chef est adopté par le parti,.
Le 2 février 2022, le chef du Parti conservateur Erin O'Toole est démis de ses fonctions en tant que chef du caucus du parti à la Chambre des communes du Canada par un vote de 73 voix contre 45. À la suite de la course à la direction de septembre 2022, Pierre Poilievre est élu nouveau chef du Parti conservateur, obtenant 68,15 % des voix, loin devant son principal concurrent, l'ancien premier ministre du Québec Jean Charest avec 16,07 %.

### Démission de Justin Trudeau en janvier 2025

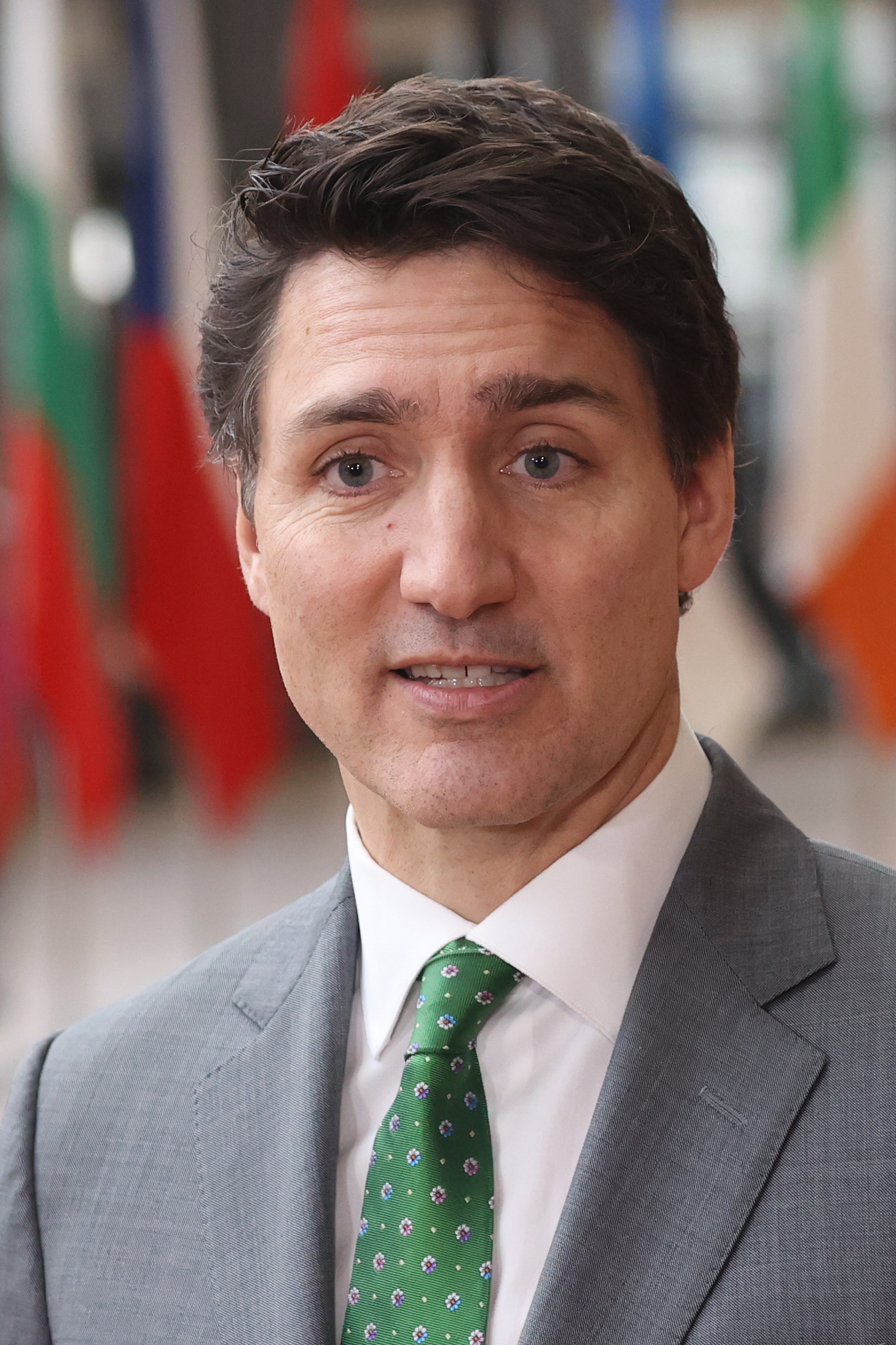
Le Premier ministre Justin Trudeau en 2025.

En 2024, Justin Trudeau doit faire face à une grave crise politique, le Parti libéral enchaînant les revers politiques. Entre l'été et la fin de l'année, neuf ministres quittent le gouvernement ou annoncent ne pas vouloir se présenter aux prochaines élections fédérales. De plus, son gouvernement surmonte de justesse une série de votes de défiance initiée par l'opposition conservatrice dont la popularité monte dans les sondages. Le 16 décembre, la démission surprise de la vice-première ministre et ministre des Finances, Chrystia Freeland, fragilise davantage encore le gouvernement. Celle-ci était en désaccord avec Justin Trudeau sur la politique économique à mener, voulant préserver la capacité budgétaire du Canada alors que ce dernier « multipliait les cadeaux fiscaux pour plaire aux électeurs ».
Fin décembre 2024, Trudeau remanie un tiers de son gouvernement. Le premier ministre, qui avait annoncé son intention de se représenter, compte alors plus de 20 points de retard sur son rival conservateur, Pierre Poilievre, dans les sondages. Minoritaire au Parlement, fragilisé par le retrait de son allié de gauche, le Nouveau Parti démocratique (NPD), et le mécontentement croissant au sein de son propre parti, Justin Trudeau est confronté à la plus grave crise politique depuis son arrivée au pouvoir. Il ne dispose que d'une faible cote de popularité, étant tenu pour responsable de la forte inflation dans le pays, de la crise du logement et des services publics,. Il est également accusé par son rival d’être incapable de faire face à la crise du logement et à la criminalité, alors que la dette nationale a doublé.
Après plus de neuf ans à la tête du gouvernement canadien, le premier ministre libéral Justin Trudeau annonce sa démission au début du mois de janvier 2025. Il demande à la gouverneure générale, Mary Simon, de proroger le Parlement canadien jusqu'au 24 mars 2025. 
Après la course à la direction du Parti libéral du Canada, Mark Carney est désigné chef le 9 mars 2025 et prête serment en qualité de premier ministre le 14 mars.
Le 23 mars 2025, Mark Carney déclenche la campagne électorale afin que les élections se tiennent le 28 avril 2025.

## Mode de scrutin
La Chambre des communes est la chambre basse du parlement bicaméral du Canada. Elle est composée de 343 sièges pourvus pour un mandat de quatre ans au scrutin uninominal majoritaire à un tour dans autant de circonscriptions électorales.

### Date
En accord avec la loi électorale du Canada, les élections ont lieu le troisième lundi d'octobre de la quatrième année suivant les précédentes élections. Les élections peuvent cependant avoir lieu de manière anticipée sur demande du premier ministre, comme lors de ces élections. La campagne est officiellement lancée le 23 mars, jour où le premier ministre Mark Carney se rend chez la gouverneure générale pour demander la dissolution du Parlement. Les candidats ont jusqu'au 7 avril pour déposer leurs candidatures.

## Principales forces politiques
| Partis | Partis                           | Idéologie                                                                                                  | Chef de file                        | Résultats en 2021            | Sièges à la dissolution | Candidats |
| ------ | -------------------------------- | --- | ----------------------------------- | ---------------------------- | ----------------------- | --------- |
|        | Parti libéral (PLC)              | Centre à centre gauche Libéralisme canadien, social-libéralisme, progressisme, troisième voie, fédéralisme | Mark Carney                         | 32,62 % des voix 160 députés | 152                     | 342       |
|        | Parti conservateur (PCC)         | Centre droit à droite Libéral-conservatisme, libéralisme, libertarianisme, blue Toryism                    | Pierre Poilievre                    | 33,74 % des voix 119 députés | 120                     | 342       |
|        | Nouveau Parti démocratique (NPD) | Centre gauche à gauche Social-démocratie, socialisme démocratique, progressisme, féminisme, écologisme     | Jagmeet Singh                       | 17,83 % des voix 25 députés  | 24                      | 342       |
|        | Bloc québécois (BQ)              | Centre gauche à centre droit Nationalisme québécois, indépendantisme, social-démocratie, régionalisme      | Yves-François Blanchet              | 7,64 % des voix 32 députés   | 33                      | 78        |
|        | Parti vert (PV)                  | Gauche Écologisme, progressisme                                                                            | Elizabeth May et Jonathan Pedneault | 2,33 % des voix 2 députés    | 2                       | 232       |
|        | Parti populaire (PPC)            | Droite à extrême droite Libéralisme, conservatisme, populisme, libertarianisme                             | Maxime Bernier                      | 4,94 % des voix 0 député     | 0                       | 247       |
|        | Indépendants                     | Indépendants                                                                                               | Indépendants                        | 0,19 % des voix 0 député     | 3                       | 177       |
|        | Sièges vacants                   | Sièges vacants                                                                                             | Sièges vacants                      | Sièges vacants               | 4                       | -         |

### Changement au Parlement au cours de la législature
| Siège                         | Avant             | Avant            | Avant | Avant                                                                                         | Après                                              | Après                                              | Après                                              |
| Siège                         | Date              | Député           | Parti | Motif                                                                                         | Date                                               | Député                                             | Parti                                              |
| ----------------------------- | ----------------- | ---------------- | ----- | --------------------------------------------------------------------------------------------- | -------------------------------------------------- | -------------------------------------------------- | -------------------------------------------------- |
| Spadina—Fort York             | 22 novembre 2021  | Kevin Vuong      | PLC   | Exclusion du caucus                                                                           | 22 novembre 2021                                   | Kevin Vuong                                        | Indépendant                                        |
| Mississauga—Lakeshore         | 27 mai 2022       | Sven Spengemann  | PLC   | Démission pour accepter une fonction à l'ONU,                                                 | 12 décembre 2022                                   | Charles Sousa                                      | PLC                                                |
| Richmond—Arthabaska           | 13 septembre 2022 | Alain Rayes      | PCC   | Démission du caucus                                                                           | 13 septembre 2022                                  | Alain Rayes                                        | Indépendant                                        |
| Winnipeg-Centre-Sud           | 12 décembre 2022  | Jim Carr         | PLC   | Mort en fonction                                                                              | 19 juin 2023                                       | Ben Carr                                           | PLC                                                |
| Calgary Heritage              | 31 décembre 2022  | Bob Benzen       | PCC   | Démission pour retourner dans le secteur privé                                                | 24 juillet 2023                                    | Shuvaloy Majumdar                                  | PCC                                                |
| Oxford                        | 31 décembre 2022  | Dave MacKenzie   | PCC   | Démission                                                                                     | 19 juin 2023                                       | Arpan Khanna                                       | PCC                                                |
| Portage—Lisgar                | 28 février 2023   | Candice Bergen   | PCC   | Démission                                                                                     | 19 juin 2023                                       | Branden Leslie                                     | PCC                                                |
| Notre-Dame-de-Grâce—Westmount | 8 mars 2023       | Marc Garneau     | PLC   | Démission                                                                                     | 19 juin 2023                                       | Anna Gainey                                        | PLC                                                |
| Don Valley-Nord               | 22 mars 2023      | Han Dong         | PLC   | Démission du caucus                                                                           | 22 mars 2023                                       | Han Dong                                           | Indépendant                                        |
| Durham                        | 1er août 2023     | Erin O'Toole     | PCC   | Démission                                                                                     | 4 mars 2024                                        | Jamil Jivani                                       | PCC                                                |
| Toronto—St. Paul's            | 16 janvier 2024   | Carolyn Bennett  | PLC   | Démissionne pour devenir ambassadrice du Canada au Danemark                                   | 24 mars 2024                                       | Don Stewart                                        | PCC                                                |
| LaSalle—Émard—Verdun          | 1er février 2024  | David Lametti    | PLC   | Démissionne pour rejoindre un cabinet d'avocat                                                | 16 septembre 2024                                  | Louis-Philippe Sauvé                               | BQ                                                 |
| Elmwood—Transcona             | 31 mars 2024      | Daniel Blaikie   | NPD   | Démissionne pour travailler auprès du Premier ministre du Manitoba, Wab Kinew                 | 16 septembre 2024                                  | Leila Dance                                        | NPD                                                |
| Cloverdale—Langley City       | 27 mai 2024       | John Aldag       | PLC   | Démissionne pour être candidat du BC NDP à Langley-Abbotsford aux élections générales de 2024 | 16 décembre 2024                                   | Tamara Jansen                                      | PCC                                                |
| Halifax                       | 31 août 2024      | Andy Fillmore    | PLC   | Démissionne pour être candidat en tant que maire aux élections municipales d'Halifax de 2024  | Élection partielle prévue le 14 avril 2025 annulée | Élection partielle prévue le 14 avril 2025 annulée | Élection partielle prévue le 14 avril 2025 annulée |
| Honoré-Mercier                | 20 janvier 2025   | Pablo Rodriguez  | PLC   | Démissionne pour être candidat à la course à la direction du Parti libéral du Québec de 2025  | Sièges vacants jusqu'aux élections de 2025         | Sièges vacants jusqu'aux élections de 2025         | Sièges vacants jusqu'aux élections de 2025         |
| Esquimalt—Saanich—Sooke       | 30 janvier 2025   | Randall Garrison | NPD   | Démission pour raisons de santé                                                               | Sièges vacants jusqu'aux élections de 2025         | Sièges vacants jusqu'aux élections de 2025         | Sièges vacants jusqu'aux élections de 2025         |
| Eglinton—Lawrence             | 14 mars 2025      | Marco Mendicino  | PLC   | Démissionne pour devenir chef de cabinet du premier ministre.                                 | Sièges vacants jusqu'aux élections de 2025         | Sièges vacants jusqu'aux élections de 2025         | Sièges vacants jusqu'aux élections de 2025         |

## Campagne
La campagne électorale débute le 23 mars 2025. Le Parti vert annonce qu'elle sera pour lui codirigée par Elizabeth May et Jonathan Pedneault.

### Interventions de Donald Trump
Le président des États-Unis Donald Trump s'immisce très tôt dans la campagne électorale et jusqu'à sa fin. Le jour du vote, il évoque pour une énième fois la disparition du Canada en tant que nation, et en appelant les Canadiens à voter pour lui, mais aucun candidat n'évoque l'annexion, l'idée étant « rejetée par une forte majorité de Canadiens ».
Le premier ministre sortant ne cesse de rappeler pendant la campagne que la menace américaine est réelle pour le territoire canadien et estime que la question clé de cette élection est « de savoir qui est le mieux placé pour s’opposer au président Trump ? ». Son rival, Pierre Poilievre souffre jusqu'au bout, selon les analystes, de la proximité, de par son style et certaines de ses idées, avec le président américain.

### Slogans
|                              | Slogan (français)                                                        | Slogan (anglais)                               |
| ---------------------------- | ------------------------------------------------------------------------ | ---------------------------------------------- |
| Parti libéral du Canada      | Un Canada fort                                                           | Canada strong                                  |
| Parti conservateur du Canada | Le Canada d'abord                                                        | Canada first                                   |
| Bloc québécois               | Je choisis le Québec                                                     |                                                |
| Nouveau Parti démocratique   | Du coeur au ventre                                                       | In it for you                                  |
| Parti vert du Canada         | Votez pour du changement                                                 | Change, vote for it                            |
| Parti populaire du Canada    | Des politiques fondées sur le gros bon sens qui priorisent des Canadiens | Common sense policies that put Canadians first |

## Couverture médiatique
Au Québec, la société d'État Radio-Canada Info offre une grande couverture médiatique avec une section exclusivement dédiée au sujet. Elle offre aussi des outils tels que la boussole électorale et un comparateur de programme afin de connaitre les principaux engagements des partis politiques.

### Débats des chefs
Le 21 mars 2025, le réseau de télévision TVA demande à chacun des principaux partis politiques fédéraux, 75 000 dollars pour participer au Face-à-Face, le débat en français sur son réseau. Le Parti conservateur et le Bloc québécois acceptent le jour même cette condition. Le Nouveau Parti démocratique accepte trois jours plus tard, le 24 mars, quelques heures avant que le Parti libéral refuse d'y participer causant l'annulation du débat. Ce même jour, la Commission des débat des chefs fait l'annonce de deux débats ; le débat en français prévu pour le 16 avril et celui en anglais le jour suivant, tous les deux à la Maison de Radio-Canada, à Montréal. Le parti Vert qui était initialement invité, fut finalement exclu du débat en raison d’un nombre insuffisant de candidats présentés.
| Date          | Langue   | Organisateurs                   | Présentateurs | Présence des représentants des principaux blocs : P Présent IR Invitation retirée NI Non invité A Absent | Présence des représentants des principaux blocs : P Présent IR Invitation retirée NI Non invité A Absent | Présence des représentants des principaux blocs : P Présent IR Invitation retirée NI Non invité A Absent | Présence des représentants des principaux blocs : P Présent IR Invitation retirée NI Non invité A Absent | Présence des représentants des principaux blocs : P Présent IR Invitation retirée NI Non invité A Absent | Réf.   |
| Date          | Langue   | Organisateurs                   | Présentateurs | Carney                                                                                                   | Poilievre                                                                                                | Blanchet                                                                                                 | Singh | Pedneault                                                                                                | Réf.   |
| Date          | Langue   | Organisateurs                   | Présentateurs | Parti libéral du Canada (PLC)                                                                            | Parti conservateur du Canada (PCC)                                                                       | Bloc québécois (BQ)                                                                                      | Nouveau Parti démocratique (NPD)                                                                         | Parti vert du Canada (PVC)                                                                               | Réf.   |
| ------------- | -------- | ------------------------------- | ------------- | --- | --- | --- | --- | --- | ------ |
| Date          | Langue   | Organisateurs                   | Présentateurs | | | | | | Réf.   |
| 16 avril 2025 | Français | Commission des débats des chefs | Patrice Roy   | P | P | P | P | IR | [ 64 ] |
| 17 avril 2025 | Anglais  | Commission des débats des chefs | Steve Paikin  | P | P | P | P | IR | [ 64 ] |

## Sondages pré-électoraux
Les cinq mois précédants la campagne électorale ont vu une double chute dans les sondages, du NPD (couleur orange) et du Parti conservateur (couleur bleue), qui ont toutes les deux bénéficié au Parti libéral (couleur rouge).
Jusqu'en juillet 2023, conservateurs et libéraux étaient au coude-à-coude, puis les premiers avaient pris une avance de près de vingt points. 

### Évolution des intentions de vote depuis le20 septembre 2021

Évolution des intentions de vote depuis le 20 septembre 2021
Parti libéral du Canada
Parti conservateur du Canada
Nouveau Parti démocratique
Bloc québécois
Parti vert du Canada
Parti populaire du Canada

### Évolution des intentions de vote réalisés durant la période de la campagne électorale

Évolution des intentions de vote réalisés durant la période de la campagne électorale
Parti libéral du Canada
Parti conservateur du Canada
Nouveau Parti démocratique
Bloc québécois
Parti vert du Canada
Parti populaire du Canada

### Participation et vote par anticipation
Le scrutin est marqué par une participation record au vote par anticipation avec plus de 7,3 millions. Au total, c'est 68,7 % des électeurs qui ont voté. Il s'agit du taux de participation le plus élevé depuis 1988 en Alberta.
Le système canadien décrit des « bulletins spéciaux », ceux qui « sont transmis par la poste ou déposés aux bureaux d'Élections Canada par les électeurs ayant voté en dehors de leur circonscription ». Dans la matinée du 29 avril 2025, l'Agence Elections Canada interrompt temporairement le « dépouillement marathon » de ces bulletins spéciaux, qui « a finalement repris à 9 h 30, heure de l'Est ».

## Résultats

### Fédéraux

Carte des résultats détaillés par circonscription.

|                           |                                                      |            |       |               |        |               |
| Partis                    | Partis                                               | Voix       | %     | +/-           | Sièges | +/-           |
|                           | Parti libéral du Canada (PLC)                        | 8 595 488  | 43,76 | 11,14         | 169    | 9             |
|                           | Parti conservateur du Canada (PCC)                   | 8 113 484  | 41,31 | 7,57          | 144    | 25            |
|                           | Bloc québécois (BQ)                                  | 1 236 349  | 6,29  | 1,35          | 22     | 10            |
|                           | Nouveau Parti démocratique (NPD)                     | 1 234 673  | 6,29  | 11,54         | 7      | 18            |
|                           | Parti vert du Canada (PVC)                           | 238 892    | 1,22  | 1,11          | 1      | 1             |
|                           | Parti populaire du Canada (PPC)                      | 136 977    | 0,70  | 4,24          | 0      | en stagnation |
|                           | Parti de l'héritage chrétien du Canada (PHC)         | 10 065     | 0,05  | en stagnation | 0      | en stagnation |
|                           | Parti rhinocéros                                     | 7 063      | 0,04  | en stagnation | 0      | en stagnation |
|                           | Parti uni du Canada (PUC)                            | 6 061      | 0,03  | Nv.           | 0      | en stagnation |
|                           | Parti libertarien du Canada (PLC)                    | 5 561      | 0,03  | en stagnation | 0      | en stagnation |
|                           | Parti marxiste-léniniste du Canada (PMLC)            | 4 996      | 0,03  | en stagnation | 0      | en stagnation |
|                           | Parti communiste du Canada (PCC)                     | 4 685      | 0,02  | 0,01          | 0      | en stagnation |
|                           | Parti centriste (PCC)                                | 3 314      | 0,02  | 0,02          | 0      | en stagnation |
|                           | Parti avenir Canada (PAC)                            | 3 123      | 0,02  | Nv.           | 0      | en stagnation |
|                           | Parti pour la protection des animaux du Canada (PAC) | 1 301      | 0,01  | en stagnation | 0      | en stagnation |
|                           | Parti marijuana                                      | 133        | 0,00  | 0,01          | 0      | en stagnation |
|                           | Indépendants                                         | 39 498     | 0,20  | 0,01          | 0      | en stagnation |
|                           |                                                      |            |       |               |        |               |
| Suffrages exprimés        | Suffrages exprimés                                   | 19 641 663 | 99,14 |               |        |               |
| Votes blancs et invalides | Votes blancs et invalides                            | 169 857    | 0,86  |               |        |               |
| Total                     | Total                                                | 19 811 520 | 100   | –             | 343    | 5             |
| Abstentions               | Abstentions                                          | 8 714 118  | 30,55 |               |        |               |
| Inscrits/Participation    | Inscrits/Participation                               | 28 525 638 | 69,45 |               |        |               |

### Par province
- Alberta
- Colombie-Britannique
- Manitoba
- Île-du-Prince-Édouard
- Nouveau-Brunswick
- Nouvelle-Écosse
- Ontario
- Québec
- Saskatchewan
- Terre-Neuve-et-Labrador
- Territoires

### Recomptages
Dans le cadre du processus de validation des résultats par Élections Canada, la vérification des registres des votes dans les bureaux de scrutin entraîne un changement de gagnant dans les circonscriptions de Terrebonne et Milton-Est—Halton Hills-Sud, qui passe respectivement du Parti libéral au Bloc québécois et du Parti conservateur au Parti libéral.
Néanmoins l’écart entre les deux candidats arrivés en tête dans ces deux circonscriptions, ainsi que dans celle de Terra Nova—Les Péninsules (remportée par le Parti libéral), étant inférieur à 0,10 %, un recomptage automatique de tous les bulletins va être ordonné. Un recomptage va également avoir lieu dans la circonscription de Windsor—Tecumseh—Lakeshore (remportée par le Parti conservateur avec une marge de 0,11 %) à la demande du candidat libéral. Les recomptages confirment les victoires respectivement de la candidate libérale à Milton-Est—Halton Hills-Sud et de la candidate conservatrice à Windsor—Tecumseh—Lakeshore. À l’inverse, le recomptage entraîne un retournement de situation à Terra Nova—Les Péninsules qui passe du Parti libéral au Parti conservateur.
De même, le dépouillement judiciaire entraîne une nouvelle inversion des résultats à Terrebonne qui est gagnée à une voix près par le Parti libéral. Néanmoins, après l'annonce des résultats du dépouillement judiciaire à Terrebonne, un problème autour du vote par correspondance est rapporté, alors qu'un bulletin de vote par correspondance en faveur du Bloc, est retourné par Postes Canada en raison d’une adresse incorrecte, bien que l'enveloppe ait été préimprimée par le bureau du directeur du scrutin local. Comme ce bulletin aurait pu modifier l'issue de l'élection, le Bloc québécois a annoncé qu’il intentera une action en justice pour obtenir l’annulation de l’élection dans cette circonscription. La députée bloquiste sortante, Nathalie Sinclair Desgagné, dépose en effet le 23 mai une contestation du résultat de l'élection à la Cour supérieure du Québec. L'audience aura lieu en octobre.

## Analyse et conséquences
| Diagramme ternaire des résultats transposés de 2021 |
| 2021 (résultats transposés)                         |

| Diagramme ternaire des résultats de 2021 |
| 2025 (résultats actuels)                 |

### Nouveau mandat minoritaire du Parti libéral
Avec une minorité des sièges aux Communes, le Parti libéral devra compter sur l'appui soit du Parti conservateur, du Bloc québécois ou du Nouveau Parti démocratique « pour faire adopter ses projets de loi par la Chambre des communes », selon le quotidien francophone Le Devoir. L'effrondrement du vote néodémocrate et bloquiste semble avoir été favorable aux libéraux, mais cela pourrait être difficile à maintenir lors des prochaines élections. 

### Hausse du Parti conservateur mais perte de sa première place
Le Parti conservateur du Canada qui était numéro un des sondages d'opinion jusqu'à la démission de Justin Trudeau, augmente son nombre de députés par rapport à la dernière législature, ainsi que les pourcentages de vote. Il s'agit toutefois de la quatrième défaite en ligne pour le parti. 
Lors d'un défaite au Parti conservateur, le caucus a l'opportunité de demander un vote de confiance sur le leadership du chef. Pour l'instant, plusieurs députés se sont exprimés en soutien à leur chef Pierre Poilievre. 
Ce dernier perd d'ailleurs aussi dans sa circonscription contre le candidat libéral Bruce Fanjoy. Le député Damien Kurek dans la circonscription albertaine de Battle River—Crowfoot promet de démissionner pour laisser Pierre Poilievre s'y présenter dans une élection partielle. Le premier ministre Mark Carney, qui a le pouvoir de choisir la date de déclenchement d'une élection six mois après qu'un siège soit vacant, indique le 3 mai qu'il la déclenchera promptement.

### Baisse générale des autres partis
Le parti de gauche NPD fait élire le plus petit nombre de députés (7) depuis sa création. Cela le met en-dessous de la barre des 12 députés nécessaires pour être un parti reconnu à la Chambre des communes. Le chef Jagmeet Singh perd également dans sa circonscription et démissionne le soir même de l'élection.  
Le Bloc québécois perd lui aussi une portion de son caucus, passant de 33 députés à la dissolution de la chambre à 23. Plusieurs pilliers du parti, comme son leader parlementaire Alain Therrien sont défaits dans leur circonscription.  
Le Parti populaire du Canada, souvent classé entre la droite et l'extrême droite par les observateurs, fondé en 2018 par Maxime Bernier, à la suite de son échec face à Andrew Scheer lors de la course à la direction du Parti conservateur du Canada de 2017, n'obtient plus que 0,7 % des voix et n'a toujours pas de député. Il s'agit d'une baisse importante par rapport à son vote populaire de l'élection de 2021. Cela indique que beaucoup de ses électeurs sont retournés voter pour le Parti conservateur du Canada.

### Échecs de quatre chefs de parti
Pierre Poilievre, numéro un du Parti conservateur du Canada, est battu dans sa circonscription de Carleton, à Ottawa en Ontario, dont il était député depuis 2004, par le candidat du Parti libéral Bruce Fanjoy. Trois autres chefs de parti sont battus :
Jagmeet Singh, leader du Nouveau Parti démocratique, ne termine qu'en troisième place dans Burnaby Central en Colombie-Britannique, tandis que le cochef des verts, Jonathan Pedneault, ne finit qu'en cinquième position dans Outremont à Montréal, au Québec. Maxime Bernier, chef du Parti populaire du Canada, est lui aussi battu dans la circonscription de Beauce au Québec, qu'il a déjà représentée.